# Число Эйлера (физика)
Число Эйлера ({\displaystyle \mathrm {Eu} }) — Число Эйлера (Eu) — безразмерное число, используемое в расчётах по гидродинамике. Выражает отношение между локальным падением давления, вызванным гидравлическими потерями, и кинетической энергией на единицу объёма потока. Используется для характеристики потерь энергии в потоке. Потоку идеальной жидкости (без трения) соответствует число Эйлера, равное 0. Число обратное к числу Эйлера называется числом Руарка с символом Ru .
Число Эйлера определяется как
{\displaystyle \mathrm {Eu} ={\dfrac {\mbox{Силы давления}}{\mbox{силы инерции}}}={\dfrac {\mbox{(Давление)(Площадь)}}{\mbox{(масса)(ускорение)}}}={\frac {(p_{u}-p_{d})\,L^{2}}{(\rho L^{3})(v^{2}/L)}}={\frac {p_{u}-p_{d}}{\rho v^{2}}}}
где
- {\displaystyle \rho } – плотность жидкости;
- {\displaystyle p_{u}} – давление вверх по течению;
- {\displaystyle p_{d}} – давление ниже по потоку;
- {\displaystyle v} – характерная скорость потока.

Альтернативное определение числа Эйлера дано Шахом и Секуличем
{\displaystyle \mathrm {Eu} ={\dfrac {\mbox{падение давления}}{\mbox{динамический напор}}}={\dfrac {\Delta p}{\rho v^{2}/2}}}
где
- {\displaystyle \Delta p} – падение давления {\displaystyle =p_{u}-p_{d}}.